# Taiko (novela)
Taiko es el título en español de una saga épica de cinco novelas de Eiji Yoshikawa sobre la vida de Hideyoshi Toyotomi, un campesino japonés que llegó a ser gobernante del país. Yoshikawa escribió esta serie de novelas durante la época de la segunda guerra sino-japonesa. En este periodo estuvo destinado en China como corresponsal de guerra para el Asahi Shinbun, lo que afectó en su literatura debido a que recibió cierta influencia china.
El título de la novela en los países occidentales suele ser Taiko. Sin embargo, esto puede llevar a confusiones con otras palabras, ya que en japonés este término se escribe Taikou, que se puede transliterar de la forma Taikō, entre otras.
La saga Taiko fue publicada en España por la editorial Martínez Roca S.A. bajo este mismo título y con el subtítulo Una saga épica del Japón feudal asolado por las guerras.  La saga se compone de los siguientes tomos:
1. Cara de mono
2. Enemigo de Buda
3. Este contra Oeste
4. El fin de un sueño
5. Duelo de sucesión

En 2011, la editorial Quaterni reeditó la saga completa dividida en dos libros: 
1. El hábil cara de mono
2. Hideyoshi en el poder

- Datos: Q6138054